# Lindavista Almandro
Lindavista Almandro är en ort i Mexiko.   Den ligger i kommunen Huitiupán och delstaten Chiapas, i den sydöstra delen av landet, 700 km öster om huvudstaden Mexico City. Lindavista Almandro ligger 143 meter över havet och antalet invånare är 178.
Terrängen runt Lindavista Almandro är bergig åt nordost, men åt sydväst är den kuperad. Lindavista Almandro ligger nere i en dal. Runt Lindavista Almandro är det ganska tätbefolkat, med 70 invånare per kvadratkilometer. Närmaste större samhälle är Simojovel de Allende, 16,1 km söder om Lindavista Almandro. I omgivningarna runt Lindavista Almandro växer i huvudsak städsegrön lövskog.